# Mistrzostwa Świata w biegu na 100 km 1997
11. Mistrzostwa Świata w biegu na 100 km 1997 – zawody lekkoatletyczne, które odbyły się 13 września 1997 w Winschoten, Holandia.

## Medaliści
|                         | 1. miejsce                                                              | Rezultat | 2. miejsce                                                                        | Rezultat | 3. miejsce                                                               | Rezultat |
| Mężczyźni indywidualnie | Sergey Yanenko                                                          | 6:25:25  | Mikhail Kokorev                                                                   | 6:31:22  | Andrzej Magier                                                           | 6:33:16  |
| Mężczyźni drużynowo     | Rosja 1. Mikhail Kokorev · 2. Anatoly Korepanov · 3. Grigorii Murzin    | 19:53:47 | Wielka Brytania 1. Stephen Moore · 2. Patrick Macke · 3. Simon Pride              | 20:44:27 | Polska 1. Andrzej Magier · 2. Ryszard Płochocki · 3. Franciszek Stroński | 20:51:50 |
| Kobiety indywidualnie   | Valentina Liakhova                                                      | 7:30:37  | Isabelle Olive                                                                    | 7:40:09  | Renee Aletta du Plessis                                                  | 7:41:52  |
| Kobiety drużynowo       | Francja 1. Isabelle Olive · 2. Martine Cubizolles · 3. Huguette Jouault | 23:26:52 | Południowa Afryka 1. Renee Aletta du Plessis · 2. Charlotte Noble · 3. Berna Dali | 23:46:58 | Niemcy 1. Sybille Möllensiep · 2. Ricarda Botzon · 3. Svetlana Waack     | 23:56:14 |

## Reprezentacja Polski

### Mężczyźni
| Miejsce | Zawodnik            | Klub               | Rezultat |
| 3.      | Andrzej Magier      | LKS Zorza Gdynia   | 6:33:16  |
| 19.     | Ryszard Płochocki   | TS Kalisz          | 6:57:16  |
| 40.     | Franciszek Stroński | -                  | 7:21:15  |
| DNF.    | Jarosław Janicki    | MKS Hermes Gryfino | -        |
| DNF.    | Maciej Ciepłak      | RMKS Rybnik        | -        |